# Kossi Agassa
Kossi Agassa (Lomé, 1978. július 2. –) togói válogatott labdarúgó, aki a Stade Reims játékosa és részt vett a 2006-os labdarúgó-világbajnokságon.

## Sikerei, díjai
- Africa Sports
  - Elefántcsontparti kupa: 2002